# Planinsko društvo Borovnica
Planinsko društvo Borovnica (PD Borovnica) je planinsko društvo, ustanovljeno 28. januarja 1975 v Borovnici.
Planinsko društvo Borovnica je nosilec stoletne planinske tradicije v borovniški dolini, ki je svojo prvo formalno obliko dobilo 4. marca 1928 kot Notranjska podružnica Slovenskega planinskega društva (SPD) v Borovnici. Podružnico, ki je poleg Borovnice pokrivala še Logatec, Rakek, Cerknico, Begunje, Sv. Vid, Rakitno in Preserje ter je na vrhuncu, leta 1929, štela kar 96 članov, so leta 1934 zaradi premajhnega števila članov likvidirali.
Glavni namen in naloge Planinskega društva Borovnica so predvsem vodništvo, podajanje planinskih in alpinističnih veščin mlajšim ter vzdrževanje planinske, rekreativne in turistične infrastrukture v občini Borovnica. 

## Odseki društva
Danes v okviru planinskega društva delujejo naslednji odseki:
- vodniški - izletniški odsek
- markacijski odsek
- alpinistični odsek
- odsek za vzdrževanje planinske, rekreativne in turistične infrastrukture

## Delo društva
Vodniško - izletniški odsek, ki skrbi za pohode in izlete, je v letu 2010 pričel z organizacijo vsakoletnega pohoda "Po poti dr. J. C. Oblaka": Borovnica - soteska Pekel - Padež - Pokojišče - Borovnica. Pohod se prireja vsako leto v juniju.
Društvo poleg tega vsako leto organizira več izletov lažje in težje zahtevnosti.
Društvo prav tako vzdržuje planinske in rekreativne poti v občini, še posebej skozi sotesko Pekel pri Borovnici. Obenem pa skrbi za kolesarske in pešpoti ter turistične in kulturne znamenitosti v občini.

## Planinske poti, ki jih vzdržujejo markacisti PD Borovnica
Markacijski odsek vzdržuje planinske poti skozi Pekel pri Borovnici, iz Borovnice na Pokojišče ter Borovnice na Rakitno ter odsek evropske pešpoti E-7 Vrhnika-Borovnica/Pokojišče-Cerknica.